# 권규
권규(權跬, 1393년 ~ 1421년)는 조선 전기의 문신으로 태종의 사위이다. 권근의 아들이며 권람의 삼촌이다. 본관은 안동(安東), 시호는 제간(齊簡)이다.

## 생애
11세(1403)에 태종과 원경왕후 민씨의 셋째딸 경안공주와 혼인하여 길천군(吉川君)에 봉해졌다. 1416년 다시 길창군(吉昌君)으로 봉해졌다. 1421년, 29세의 나이에 병으로 요절했다. 권규는 온후한 성품에 효심이 깊고 검소하였는데 그가 죽었을 때 집이 가난하여 장례에 필요한 물품을 관가에서 준비하였다.

## 가족 관계
본가 안동 권씨(安東 權氏)
- 증조부 : 권고(權皐)
  - 조부 : 검교좌정승 영가부원군 정간공 권희(檢校左政丞 永嘉府院君 靖簡公 權僖, 1319~1405)
  - 조모 : 좌정승 한종유(左政丞 韓宗愈, 1287~1354)의 딸 진한국대부인 창순택주 한양 한씨(辰韓國大夫人 彰順宅主 漢陽 韓氏, 1315~1398)
    - 아버지 : 길창부원군 문충공 권근(吉昌府院君 文忠公 權近, 1352∼1409)

  - 외조부 : 이존오(李存吾, 1341~1371)
    - 어머니 : 숙경택주 경주 이씨(叔敬宅主 慶州 李氏, ? ~1423)
      - 형 : 권제(權踶)
        - 조카 : 권람(權覽)

      - 부인 : 경안공주(慶安公主, 1393~1415)
        - 장남 : 동지돈령부사 권담(同知敦寧府事 權聃, ? ~1439 경)
          - 손녀 : 권영금(權寧錦, 김문기의 아들 김현석의 처)

        - 차남 : 지중추부사 영정공 권총(知中樞府事 靈靖公 權聰, 1413~1480)

 처가 전주 이씨(全州 李氏) 
- 처조부 : 제1대 태조대왕(太祖大王, 1335~1408, 재위: 1392~1398)
- 처조모 : 신의왕후 안변 한씨(神懿王后 安邊 韓氏, 1337~1391)
  - 장인 : 제3대 태종대왕(太宗大王, 1367~1422, 재위: 1400~1418)
  - 장모 : 원경왕후 여흥 민씨(元敬王后 驪興 閔氏, 1365~1420)
    - 처형 : 정순공주(貞順公主, 1385~1460)
    - 형님 : 청평부원군 이백강(淸平府院君 李伯剛, 1381~1451)
    - 처형 : 경정공주(慶貞公主, 1387~1455)
    - 형님 : 평양부원군 조대림(平壤府院君 趙大臨, 1387~1430)
    - 처남 : 양녕대군(讓寧大君, 1394~1462)
    - 처남 : 효령대군(孝寧大君, 1396~1486)
    - 처남 : 제4대 세종대왕(世宗大王, 1397~1450, 재위: 1418~1450)
    - 처제 : 정선공주(貞善公主, 1404~1424)
    - 동서 : 의산군 남휘(宜山君 南暉, ?~1454)
    - 처남 : 성녕대군(誠寧大君, 1405~1418)

## 같이 보기
- 제간공 권규 묘역 - 경기도 기념물 제214호